# Hans Kaempfer
Hans Kaempfer (* 21. Dezember 1896 in Braunschweig; † 27. Juni 1974 in Köln) war ein deutscher Schriftsteller und literarischer Übersetzer.

## Leben
Hans Kaempfer war verheiratet mit Lisa, geb. Rupp und hatte drei Kinder, Renate, Edith und Wolfgang Kaempfer, welcher ebenfalls Schriftsteller wurde.
Nachdem er Geschäftsführer eines Marmorsteinbruchs seines Vaters in Weißenburg/Bayern gewesen war und damit im Jahre 1927 Konkurs anmelden musste, lebte er mit seiner Familie bis 1933 in der Braunschweiger Stadtvilla seiner Eltern (in der Spielmannstraße, kriegszerstört, heute Teil des Campus der TU Braunschweig).
1934 ging die Familie nach Berlin, wo sie eine Wohnung in der Luitpoldstraße im sogenannten Bayrischen Viertel in Berlin-Schöneberg bezog und wo Kaempfer als untergeordneter Beamter im Schöneberger Rathaus die NS-Zeit in materieller Hinsicht überstehen konnte. Sein Vater, der promovierte Physiker und spätere Fabrikant David Kaempfer (1859–1940), stammte aus einer Posener Familie jüdischen Glaubens. In einer Episode seines unveröffentlichten Romans Die Moabiterin schildert Hans Kaempfer sein Entsetzen über den Abtransport der jüdischen Mitbewohner des Mietshauses im Oktober 1942, darunter die Familie Aron des ehemaligen Korrepetitors der Deutschen Staatsoper mit seiner Frau und seiner zwölfjährigen Tochter, die mit ihren Koffern in Lastwagen verfrachtet und in die Todeslager deportiert wurden.

## Werk
Die veröffentlichten Werke von Hans Kaempfer datieren überwiegend aus den späten 20er Jahren und den früheren 30er Jahren. Seine letzte Veröffentlichung aus der Zeit vor Ende des Zweiten Weltkrieges war der Roman Daniele Dorer von 1941, der 1942 noch eine zweite Auflage erlebte und auch ins Ungarische übersetzt wurde. Da das NS-Regime darin „pazifistische Tendenzen“ erkannte, erhielt Kaempfer in der Folge Schreibverbot.
Nach dem Krieg veröffentlichte Hans Kaempfer noch den Roman Die Brücke bei Silverdale, konnte aber an seine schriftstellerische Tätigkeit nicht wieder erfolgreich anknüpfen. Er profilierte sich jedoch als Übersetzer aus dem amerikanischen Englisch und war lange Jahre als Kunstreferent und Kunstamtsleiter in Berlin-Wilmersdorf tätig. Sein letzter Wohnort in Berlin befand sich in der sogenannten Künstlerkolonie Berlin im damaligen Bezirk Wilmersdorf in West-Berlin.

## Bühnenwerke und Romane (Auswahl)
- Werlhof, Schauspiel, 1927.
- Kamerad Larsen, Schauspiel, Chronos Verlag, Stuttgart/Berlin 1932.
- Afrikanische Heerfahrt, Hörspiel, 1933.
- Die echte Rosita, Lustspiel, S. Fischer Verlag, Berlin 1935.
- Der Gutsherr von Blachta, Erzählung, S. Fischer Verlag, Berlin 1936; auch erschienen als Fortsetzungsgeschichte in der Zeitschrift Koralle.[3]
- Daniele Dorer, Roman, Rowohlt Verlag, Stuttgart 1941 (2. Auflage 1942).
- Die Brücke bei Silverdale, Roman, Universitas Verlag, Berlin 1948.

## Übersetzungen (Auswahl)
- Ladislaus Forbath: Die neue Mongolei. Nach Joseph Geletas Tagebuch, Schützen-Verlag, Berlin 1936.
- George Du Maurier: Peter Ibbetson, 1936, 2. Auflage 1948
- Francis Stuart: Der Jüngste von Rosaril, Roman, Schützen-Verlag, Berlin 1937.
- Louis Bromfield: Der grosse Regen, Propyläen-Verlag, Berlin 1939 (Erstübersetzung).
- Francis Griswold: Ein Leben in Carolina, Deutsche Buch-Gemeinschaft, Berlin/Darmstadt 1951 (2 Bände).
- Irving Stone: Fremd im eigenen Haus. Biographischer Roman, Büchergilde Gutenberg, 1953.
- Irving Stone: Michelangelo. Ein Leben in Grösse und Leid. Biographischer Roman, Universitas Verlag, Berlin 1961.
- Siegfried Stander: Treck der Siebenhundert. Afrikanischer Roman, Universitas Verlag, Berlin 1962.
- Agnes Savill: Alexander der Große, Athenäum Verlag, Frankfurt/Bonn 1963.
- Frank Yerby: Eine Welt zu Füßen, Deutsche Buch-Gemeinschaft, Darmstadt/Berlin/Wien 1965.